# ポンチュー伯の息女
『ポンチュー伯の息女』（フランス語: La Fille du comte de Pontieu）は、13世紀初頭のものとされる古フランス語の散文作品。作者は不詳だがおそらくはドーバー海峡沿岸地方の人物であり、またマリー・ド・ポンチューの庇護を受けていたと推測される。後に『ジャン・ダヴォーヌ物語』や『ボードワン・ド・スブール』といった焼き直し作品が生まれた。
賊に手籠めにされた女が、加害者ではなくその場に居合わせた夫を殺害しようとする奇妙なモチーフは多くの作品に借用され、影響の有無は定かではないが芥川龍之介もこれと類似した作品『藪の中』を発表している。

## あらすじ
子授け祈願にサンチアゴ・デ・コンポストラへの巡礼に向かうポンチュー伯の娘とその夫チボーは、強盗団の襲撃を受けて生け捕られ、伯の娘は手籠めにされてしまう。事が終わって解放された伯の娘は、どういう訳かチボーを亡き者にせんと切りかかる。辛くも妻を制したチボーは再び彼女を伴って巡礼を再開する。
後にこの娘の凶行が伯に露見し、伯の息子やチボーの反対も空しく、激昂した伯によって娘は樽に詰めて海へと流される。運よく商船に拾われた彼女は縁あって、イスラム圏であるグラナダ王国の港湾都市アルメリアにて、この地を統べる若きサルタンに棄教を条件に妻として迎えられ、彼との間に一男一女を儲けた。一方、娘を海に流した伯は我に返って悔恨の日々を過ごし、ポンチュー伯の息子やチボーと共に伯爵領を離れて巡礼や奉仕に献身する日々を送っていたのだが、アクロンから船出した際に船が大嵐に襲われて、三人揃って奇しくも伯の娘が身を寄せるアルメリアへと漂着した。
三名はこの地で投獄され、後に宴の余興として殺されるところであったが、これを憐れんだ伯の娘が彼らと会話の機会を持つ。この会話を通じて、幽閉生活で姿の変わり果てた三名が実は自分の縁者であったことを悟った彼女は賢しく立ち回り、自らとの関係はサルタンらには隠したまま三名を助命する。
やがて、伯の息女は伯とその息子、そして自らの息子を伴って療養の旅に赴きたいとサルタンに乞う。サルタンは武人としてチボーに頼みを置くようになっていたため、そのチボーもいざという時の備えとして同行させるべきだと主張し、彼女もこれを受け入れた。船に乗った一行はブリンディシへと着港してそのままポンチュー伯爵領へと帰り、サルタンの下へ戻る事はなかった。サルタンの下に残された彼女との間の娘は、後にかの著名な英雄サラディンの祖母となる人物であったという系譜譚を以って物語は締めくくられる（のであるが、この血縁には史的根拠は存在しない）。

## 日本語訳
- 『水影の歌 : フランス中世恋物語集』 (1975) 所収「ポンチュー伯の娘」 佐藤輝夫訳
- 新倉俊一, 神沢栄三, 天沢退二郎『フランス中世文学集』（3 (笑いと愛と)）白水社、1990年。ISBN 4560046026。全国書誌番号:92015302。
- 岩本修巳「ポンチュー伯の息女(作者不詳) (増淵龍夫教授追悼号)」『成城大學經濟研究』第83号、成城大学、1983年12月、109頁、CRID 1050564287425815040。